# Élections générales irlandaises de 1965
L’élection générale irlandaise de 1965 s'est tenue le 7 avril 1965. 143 des 144 députés sont élus et siègent au Dáil Éireann.

## Mode de scrutin
Les élections générales irlandaises se tiennent suivant un scrutin proportionnel plurinominal avec scrutin à vote unique transférable. En effet, le Ceann Comhairle, qui préside le Dáil Éireann, est automatiquement réélu, conformément à l'article 16, alinéa 6, de la Constitution.

## Résultats
| Parti                                              | Parti                            | Leader               | Voix      | %      | +/-        | Sièges | +/-        | % du Dáil |
| -------------------------------------------------- | -------------------------------- | -------------------- | --------- | ------ | ---------- | ------ | ---------- | --------- |
|                                                    | Fianna Fáil                      | Seán Lemass          | 597 414   | 47,7 % | 3,9        | 72     | 2          | 50,0      |
|                                                    | Fine Gael                        | James Dillon         | 427 081   | 34,1 % | 2,1        | 47     | stagnation | 32,6      |
|                                                    | Parti travailliste               | Brendan Corish       | 192 740   | 15,4 % | 3,8        | 22     | 6          | 15,3      |
|                                                    | Clann na Poblachta               | Seán MacBride        | 9 427     | 0,8 %  | 0,3        | 1      | stagnation | 0,7       |
|                                                    | Ligue des travailleurs irlandais | Michael O'Riordan    | 183       | 0,0 %  | stagnation | 0      | stagnation | 0         |
|                                                    | Indépendants                     | Indépendants         | 26 277    | 2,1 %  | 3,5        | 2      | 4          | 1,4       |
| Votes blancs et nuls                               | Votes blancs et nuls             | Votes blancs et nuls | 11 544    |        |            |        |            |           |
| Total                                              | Total                            | Total                | 1 264 666 | 100 %  |            | 144    | stagnation | 100       |
| Participation                                      | Participation                    | Participation        | 1 683 019 | 75,1 % |            |        |            |           |
| Un gouvernement Fianna Fáil majoritaire est formé. |                                  |                      |           |        |            |        |            |           |

James Dillon annonce sa démission de la direction de Fine Gael.

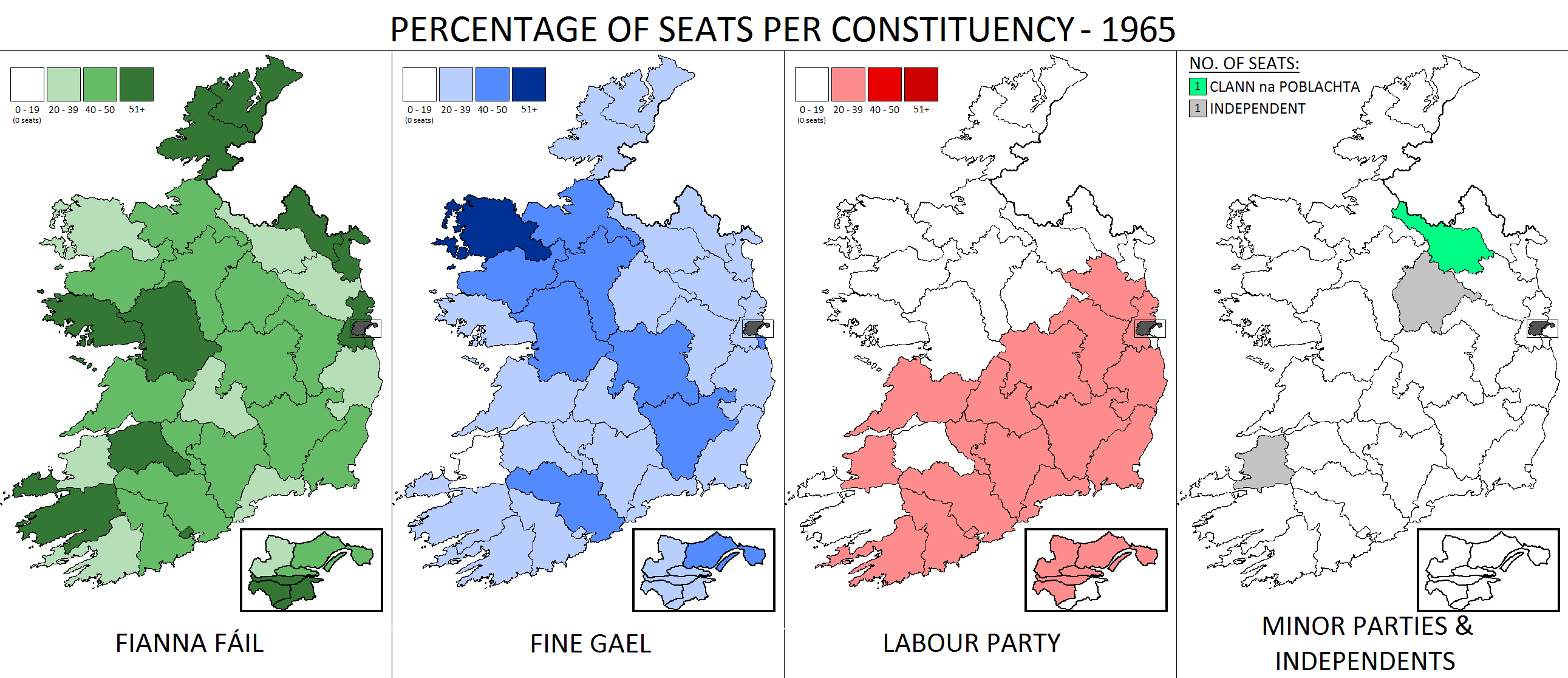
Résultats par circonscription